# Johann Joseph von Kiliani
Johann Joseph Kiliani, ab 1837 Ritter von Kiliani, (* 27. Januar 1798 in Würzburg; † 31. Oktober 1864 in München) war ein deutscher Jurist. Er war Professor und Rektor an der Universität Würzburg sowie Generalstaatsanwalt am Oberappellationsgericht in München. Als  Bayerischer Staatsrat war er Berater von Maximilian II. König von Bayern.

## Leben
Kiliani wuchs in Würzburg auf und studierte nach dem Gymnasium Rechtswissenschaften an der Universität Würzburg. 1821 legte er den Staatskonkurs ab. Im Anschluss wurde er promoviert und trat er als Aktuar in den Dienst des Landgerichts des Untermainkreises.
Nach einer Habilitationsleistung wurde er 1827 außerordentlicher Professor und 1828 als Nachfolger von Georg Lauk ordinierter Professor für gemeinen und bayerischen Civilprozeß und Civilpraktikum an der Universität Würzburg; sein Nachfolger wurde Johann Ambros Michael Albrecht. Nachdem Ernst von Moy de Sons die Universität verlassen hatte, übernahm er 1837/38 das bayerische Staatsrecht, Bundesrecht und Völkerrecht, gab dafür das Prozessrecht ab. Im Öffentlichen Recht folgte ihm Anton Arnold von Linck. Von 1832 bis 1838 war er Rektor der Würzburger Universität. 1833 wurde er zum Hofrat ernannt und 1837 erhielt er das Ritterkreuz des Verdienstordens der Bayerischen Krone, mit dem die Nobilitierung verbunden war.
1838 wurde er Rat am Oberappellationsgericht für das Königreich Bayern in München. Nachdem er zunächst außerordentlicher Rat war, wurde er schließlich Generalstaatsanwalt. Gleichzeitig wurde er 1855 Bayerischer Staatsrat im ordentlichen Dienst.
Er galt als konservativ und staatstragend.

## Schriften (Auswahl)
- Betrachtungen über das 34. Kapitel, von der Execution, im revidirten Entwurfe der Prozess-Ordnung in bürgerlichen Rechtsstreitigkeiten für das Königreich, 1828.